# 札幌市立みどり小学校
札幌市立みどり小学校（さっぽろしりつ みどりしょうがっこう）は、北海道札幌市豊平区美園5条2丁目にある市立小学校。
校木はライラックである。
校舎は4階建てで、3 - 4階の一部が体育館となっている。この校舎構造は同校だけではなく、1970年代後半に札幌市内で開校した他の小学校の校舎にも多く見られる。
札幌市教育委員会の事業である「札幌市学校図書館地域開放事業」の指定校となっている。

## 沿革
- 1977年11月1日 - 開校事務取扱発令。
- 1978年3月25日 - 札幌市立美園小学校、札幌市立平岸小学校、札幌市立豊園小学校、札幌市立東山小学校、札幌市立東園小学校より分割し、札幌市立みどり小学校開校。
- 1987年9月13日 - 開校10周年記念で高橋揆一郎による講演会開催。
- 2017年10月31日 - 開校40周年記念式典挙行し、祝う会開催[1]。